# Le Mesnil-Eury
Le Mesnil-Eury är en kommun i departementet Manche i regionen Normandie i norra Frankrike. Kommunen ligger i kantonen Marigny som tillhör arrondissementet Saint-Lô. År 2022 hade Le Mesnil-Eury 180 invånare.

## Befolkningsutveckling
Antalet invånare i kommunen Le Mesnil-Eury
| Referens: INSEE |